# Cantone di Saint-Géry
Il Cantone di Saint-Géry era una divisione amministrativa dell'arrondissement di Cahors.
È stato soppresso a seguito della riforma complessiva dei cantoni del 2014, che è entrata in vigore con le elezioni dipartimentali del 2015.
Comprendeva i comuni di:
- Berganty
- Bouziès
- Cours
- Crégols
- Esclauzels
- Saint-Cirq-Lapopie
- Saint-Géry
- Tour-de-Faure
- Vers